# Francisco Desprats
Francisco Desprats (Orihuela, 1462 - Roma, 10 de setembro de 1504) foi um cardeal do século XVII.

## Primeiros anos
Nasceu em Orihuela em 1454. Seu sobrenome também está listado como Desprades; como Sprata; como espadilhas; e como peças sobressalentes. Era conhecido com o apelativo de Cardeal de Leão.

## Educação
Obteve em Lérida o doutoramento em utroque iure , tanto em direito canónico como em direito civil.

## Juventude
Cânon do capítulo colegiado de Orihuela. Pároco de Almoradí em março de 1483. Protonotário apostólico. Em 1483, já estava em Roma, com o cardeal Rodrigo de Borja y Borja, futuro Papa Alexandre VI. Recebeu vários benefícios em Aragão, Castela e Portugal. Mestre cônego do capítulo da catedral de Cartagena, julho de 1486, diocese à qual então pertencia Orihuela. Foi o primeiro núncio permanente da Santa Sé, enviado em 1492 aos Reis Católicos Fernando II e Isabel I.

## Episcopado
Eleito bispo de Catânia em 14 de fevereiro de 1498; confirmado, 20 de março de 1498. Consagrado (nenhuma informação encontrada). Transferido para a Sé de Astorga em 9 de fevereiro de 1500. Transferido para a Sé de Leão em 4 de dezembro de 1500; tomou posse da sé em 5 de fevereiro de 1501; ocupou-o até sua morte.

## Cardinalato
Criado cardeal sacerdote no consistório de 31 de maio de 1503; foi publicado em 2 de junho de 1503; recebeu o título de Ss. Sergio e Bacco (1) , diaconia elevada pro illa vice a título, 12 de junho de 1503. Participou do primeiro conclave de 1503 , que elegeu o Papa Pio III. Participou do segundo conclave de 1503 , que elegeu o Papa Júlio II.
Morreu em Roma em 10 de setembro de 1504. Sepultado na igreja de S. Salvatore em Lauro , Roma, num mausoléu erguido pelos executores de seu testamento, os cardeais Francisco de Borja e Juan Vera.